# Lucio Duvio Avito
Lucio Duvio Avito (en latín, Lucius Duvius Avitus) fue un senador romano, que ocupó varios cargos al servicio del emperador. Fue cónsul sufecto en el nundinium del año 56, de noviembre a diciembre, con Publio Clodio Trásea Peto como su colega. Avito es el único miembro conocido de su familia que tuvo acceso al consulado.

## Biografía
Procedía de Vasio Vocontiorum en la provincia de la Galia Narbonense. Antes de ser cónsul, Avito fue gobernador de la provincia imperial de Galia Aquitania, en fecha desconocida. Nombrado cónsul sufecto en 58, terminado su mandato el prefecto del pretorio, Sexto Afranio Burro, que era también de la Galia Narbonense, le nombró gobernador de la Germania Inferior, ocupando el cargo del 58 al año 60. Tácito registra sus actividades militares en el año 58. Después de que los frisii intentaran, sin éxito, emigrar a la provincia y establecerse en algunas tierras deshabitadas, los ampsivarii, una de las tribus germánicas, también intentaron reubicarse allí, pidiendo permiso, apelando a los dioses. Duvio Avito les respondió que debían obedecer las órdenes de sus superiores, porque los dioses que imploraban habían dejado la decisión a los romanos. Los ampsivarii se ofendieron con esta respuesta y llamaron a sus antiguos aliados para que los ayudaran a invadir Germania Inferior. Avito respondió a esta amenaza escribiendo a Tito Curtilio Mancia, gobernador de Germania Superior, pidiéndole que hiciera una campaña militar al otro lado del Rin. 
Esta demostración de fuerza intimidó a los aliados que su rey, antes amigo de Duvio Avito, Boiocalo había convocado, y los ampsivarii se vieron obligados a retirarse a las tierras de los usipii y los tubantes. Estas tribus no les proporcionaron refugio por mucho tiempo, y los ampsivarii se vieron obligados a buscar refugio en otros pueblos. Tácito relata que 'después de largas andanzas, como marginados indigentes, recibidos ahora como amigos, ahora como enemigos, toda su juventud fue asesinada en una tierra extraña, y quienes no pudieron luchar fueron vendidos como botín'. Después de estos acontecimientos, desapareció de las fuentes.